# メガミマガジン
『メガミマガジン』 (Megami MAGAZINE) は、イードの編集・発行によりGakkenが発売している日本のアニメを中心とした美少女キャラクター雑誌。略称・愛称は「メガマガ」「メガミ」。毎月30日発売（2・12月および、それ以外の月でも30日が日曜日の場合は変動あり）。

## 概要
1999年7月28日に、学習研究社（のち学研ホールディングス）のアニメ雑誌『アニメディア』の増刊として発行されていた『Looker』の休刊による空き枠を使った別冊として発刊。当初は奇数月28日発売だったが、Vol.4（2000年2月28日発売）から偶数月28日発売となり、Vol.6（2000年6月30日発売）から30日発売で固定。2000年11月29日に増刊『メガミマガジンSpecial』の発売に伴って月刊化し、Vol.34（2003年3月号）より『アニメディア』本誌から独立創刊した。
創刊当初はギャルゲーを中心に扱っていたが、現在はアニメ（特に萌えアニメ）を中心に転換している。創刊直後はマイナー作品の発掘も多く、アニメ雑誌では取り上げられる機会が少なかった『Cosmic Baton Girl コメットさん☆』の特集記事をいち早く組んでいる。
価格は創刊時点では定価680円だったが、2006年頃まで特別定価780円が続いた後に定価780円となった後、2022年現在では定価1,500円（書籍版）/1,263円（電子書籍版）まで値上げされている。
毎号20面以上のポスターを付録にしている点が特徴。取り扱った作品は2013年7月時点で大小含めて1000以上あり、女性キャラクターの水着や下着、入浴シーンやセミヌード、コスプレなど様々なグラビアが掲載される。
他社からも萌えアニメ中心のコンセプトを持つ類似誌が増刊やムックとして刊行されたものの、いずれも比較的短命に終わっている。
2005年4月号まではアダルトアニメの紹介コーナーが設けられており、女性キャラクターの乳首が露出した場面が掲載されていたうえ、作品によってはポスターも付けていたほどであるが、それ以降は廃止されている。アダルトゲームの紹介は継続されているが、性的な場面は掲載していない。
2008年9月号で通巻100号を達成。2009年10月に学研グループの組織再編が行われたことに伴い、学研パブリッシングが発行元となる。また、同年で創刊10周年を迎えた。
2015年10月、学研パブリッシングが学研マーケティング他と合併したことに伴い、12月号より学研プラスが発行元となる。
2018年4月、『アニメディア』や『声優アニメディア』に続いて『オトメディア』と共に電子書籍版の販売を開始。
2020年2月1日付で『アニメディア』と共に編集・発行業務が学研プラスからイードに譲渡された。これに伴い、同年4月号（2月29日発売）以降は編集・発行がイード、発売は従来通り学研プラスという体制となっていた。
2022年10月、学研プラスが学研教育みらいを存続会社として合併、12月号よりGakkenが発売元となる。

## 発行部数
- 2006年（2005年9月 - 2006年8月） 47,717部[2]
- 2007年（2006年9月 - 2007年8月） 64,391部[2]
- 2008年（2007年10月 - 2008年9月） 74,600部[2]

|        | 1〜3月    | 4〜6月    | 7〜9月    | 10〜12月  |
| ------ | --------- | --------- | --------- | --------- |
| 2008年 |           | 73,933 部 | 73,234 部 | 63,200 部 |
| 2009年 | 58,700 部 | 61,200 部 | 70,800 部 | 64,067 部 |
| 2010年 | 63,567 部 | 66,567 部 | 61,800 部 | 64,000 部 |
| 2011年 | 64,400 部 | 61,767 部 | 59,667 部 | 52,167 部 |
| 2012年 | 48,167 部 | 50,100 部 | 44,367 部 | 40,334 部 |
| 2013年 | 40,334 部 | 38,200 部 | 39,667 部 | 38,500 部 |
| 2014年 | 37,400 部 | 36,434 部 | 35,834 部 | 30,400 部 |
| 2015年 | 30,667 部 | 26,567 部 | 26,867 部 | 25,500 部 |
| 2016年 | 25,200 部 | 24,967 部 | 24,267 部 | 25,233 部 |
| 2017年 | 22,267 部 | 20,900 部 | 22,567 部 |           |

## 増刊号

### メガミマガジンSpecial
2000年11月29日、Vol.8とVol.9の中間に発売。以後、発行が隔月刊から月刊ペースになる。また、隔月刊の頃はギャルゲーの情報も多く掲載していたが、月刊への移行後はアニメの記事中心の構成が定着する。

### メガミマガジンDELUXE
本誌に掲載されたポスターや姉妹誌『アニメディア』掲載の版権画をダイジェスト収録した総集編。Vol.3からは毎年3月と8月発売にほぼ固定されている。
1. 2002年12月12日発売。
2. 2003年12月17日発売。
3. 2004年8月発売。
4. 2005年3月発売。
5. 2005年8月発売。
6. 2006年3月22日発売。
7. 2006年8月22日発売。
8. 2007年3月20日発売。
9. 2007年8月22日発売。
10. 2008年3月14日発売。
11. 2008年8月22日発売。
12. 2009年3月25日発売。
13. 2009年8月25日発売。

### メガミマガジンCreators
イラストレーターのオリジナル作品や、本誌『Girl's Avenue』のインタビュー再録などで構成されている。

### コミックメガミマガジン
オリジナル4コマ誌。なお、学研は過去に『月刊コミックNORA』や『コミックPocke』などの漫画雑誌を刊行していたがいずれも休廃刊しており、久しぶりの漫画雑誌刊行であった。2005年8月に「コミックキラリティー」と改題の上、全面リニューアルしている。
1. 2004年12月16日発売。
2. 2005年3月発売。

### コミックキラリティー
『コミックメガミマガジン』の一部連載を引き継ぎ、非4コマの掲載を増量。Vol.1の発刊記念イラストエッセイには「アニメディア」や「月刊コミックNORA」の人脈を総動員し、安彦良和・岡崎武士・大橋薫・長谷川裕一・うるし原智志などが顔を揃えている。なお、表題の「キラリティー」はうるし原智志がコミックNORAに連載していた漫画のタイトルに由来する。が、本誌も長続きせずVol.2をもって休刊した。
1. 2005年8月30日発売。
2. 2006年1月13日発売。 - この号より判型をかつて『月刊コミックNORA』が採用していたA5判に変更。

### メガミマガジンRX
女性キャラクターの下着・入浴・セミヌードのイラストや本編画像、そして版権画像のみを集めた増刊。なお、内容の性質上『メガミマガジン』本誌より過激な誌面となっているが、年齢制限は設けられていない。
1. 2011年10月14日発売。
2. 2012年9月11日発売。
3. 2013年8月16日発売。
4. 2014年8月28日発売。
5. 2015年8月29日発売。
6. 2016年8月29日発売。
7. 2017年8月31日発売。
8. 2018年8月30日発売。
9. 2019年8月29日発売。
10. 2020年11月30日発売。
11. 2021年12月13日発売。
12. 2022年10月31日発売。

## マスコットキャラクター
読者コーナー「MegaTen!」のナビゲーターであるクレア・フレーベル（声優：高木礼子 / キャラクターデザイン：白凪マサ。名前は読者からの公募で決定）が『魔法少女リリカルなのはA's』で放送されていた本誌のTVCMに登場しており、事実上のマスコットキャラクターとなっている。

## 北米版
デジタル・マンガ・パブリッシング社（DMP）より増刊『Megami MAGAZINE DELUXE』を再編集した北米版が刊行されている。対象年齢は16歳以上。

## 誤記
アニメ番組の放送時間紹介ページにおいて、掲載当時は放送されていないにもかかわらず『スイートプリキュア♪』が「宮崎放送で日曜15:30に放送されている」といった趣旨の誤った記述がなされていた。また、前番組である『ハートキャッチプリキュア!』でも同様のミスがあった。なお､宮崎放送では同枠の作品を16日遅れ(2012年7月中旬までは半年の遅れ幅だったが、2012年7月下旬から11月中旬にかけて2話連続放送を行ったため、遅れ幅は短縮。2018年3月に放送打ち切り)で火曜15:30に放送しており､この時間の記述の誤植であることが窺えるが､長い間ミスが発覚しなかった理由は不明である｡

## ラジオ
2008年9月号で創刊100号を達成したのを記念し、同年8月よりインターネットラジオ『はみだせ!メガミマガジンRADIO!!』を配信。2009年10月よりラジオ関西と文化放送のデジタルラジオ『超!A&G+』においてレギュラー放送が開始された。2012年4月からは番組名が『はみらじ!!』にリニューアルされたが、2015年10月4日に終了した。